# Heimdalls Wacht

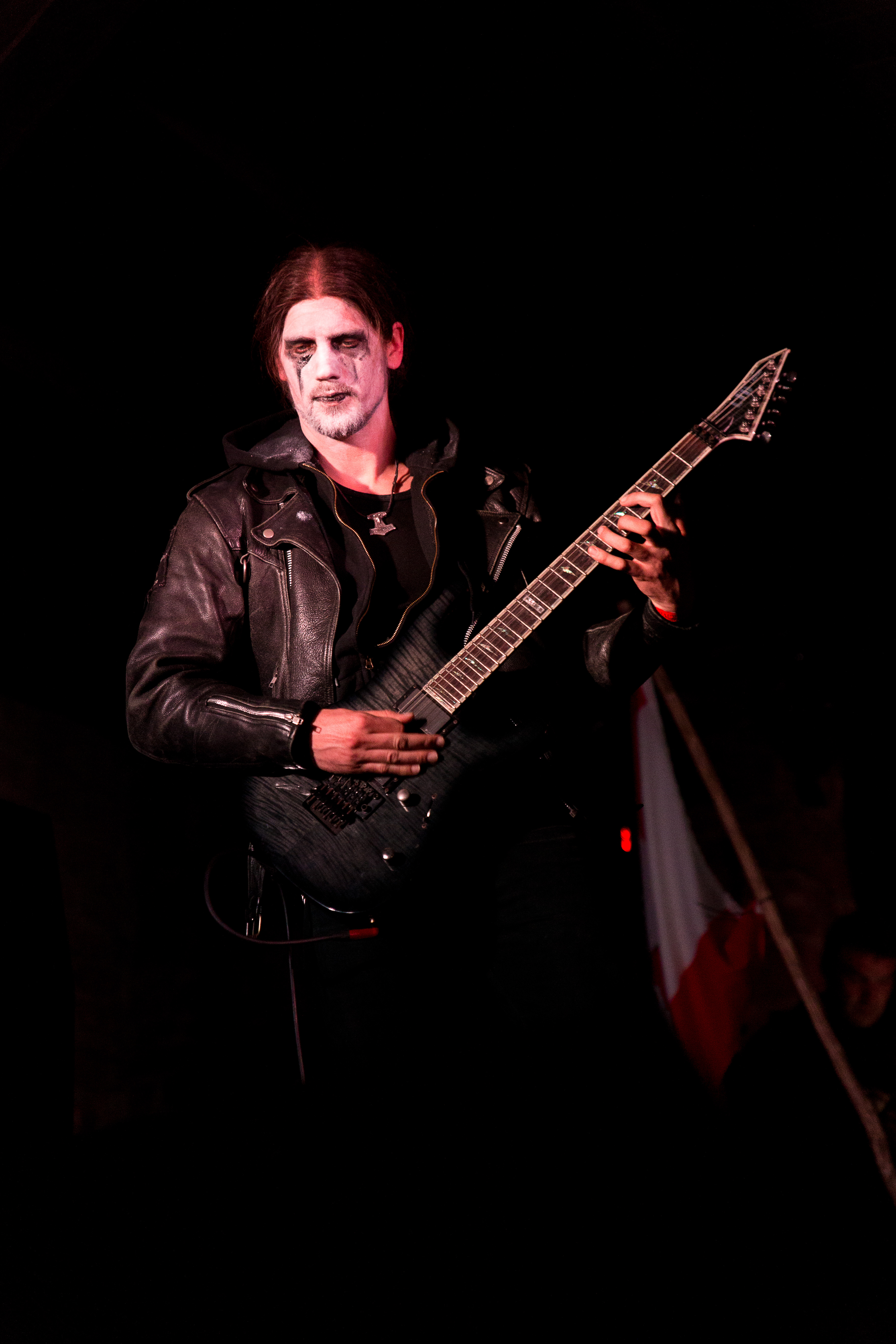
Heimdalls Wacht auf dem Dark Troll Festival 2016.

Heimdalls Wacht ist eine deutsche Pagan-Metal-Band aus Ahlen in Nordrhein-Westfalen. Die Band bezeichnet ihren Stil als „antichristliche pagane Tonkunst“.

## Geschichte
Die Band wurde als Nebenprojekt von The Martyrium gegründet, da die Mitglieder ein bestimmtes Konzept umsetzen wollten, „welches nur am Rande in den The Martyrium-Kontext passte“ und somit als Nebenprojekt besser aufgehoben war. Das erste Album Westfälischer Schlachtenlärm erschien 2005.

## Stil
Bei dem Stil handelt es sich um Pagan Metal. Laut Eigenaussage der Band fielen die Rezensionen auf das musikalische Schaffen sehr unterschiedlich aus, die einen nannten es einen unverkennbaren, einzigartigen Stil, während die anderen lediglich von einer weiteren Band im „Einheitsbrei“ sprachen.
Textlich unterscheidet sich die Band von anderen heidnischen Bands vor allem dadurch, dass sich auf den Alben keine Kriegserklärungen an das Christentum oder andere Religionen finden.

## Rechtsextremismus-Vorwürfe
Heimdalls Wacht veröffentlichten auf dem Label Christhunt Productions, das auch rechtsextreme Bands verlegt. Die Herkunfts-Band The Martyrium veröffentlichte ihr Album Todesrunen auf dem Label Nebelklang der rechtsextremen Band Absurd. Wegen Titeln wie Der Glanz der schwarzen Sonne oder Unter dem Banner der weißen Hand wurde verschiedentlich eine rechtsextreme Gesinnung der Band vermutet. Die Musik wird von einigen Beobachtern als NSBM klassifiziert. Es wurde ihr vorgeworfen, „eine positive Meinung über einschlägige NS-Black Metal-Bands [wie] Totenburg, Absurd“ zu haben, der Sänger soll sich zudem „auf krude rechtsextreme Verschwörungstheorien [berufen]“.
Die Band äußerte sich dahingehend, dass „die, die uns im rechten Spektrum sehen wollen tun es, die, die etwas Ahnung von der Materie haben, wissen eh, dass wir dort nicht hingehören“. Näher spezifizierend betonen sie jedoch laut veröffentlichtem Statement, dass politische Ideologien besonders aus den extremen Randbereichen entschieden abgelehnt werden und bekennen im Weiteren eine klare Ablehnung faschistisch-rechtsextremer wie linksradikaler Ideologien. Eine freiheitliche Rechtsordnung sei eminent wichtig, um gerade das von ihnen als erstrebenswert empfundene Autonomiepostulat von Kunst zu sichern, die nicht in politisch-weltliche Belange eingreifen sollte. Bandmitglied Saruman betonte jedoch, dass er trotz aller Vorwürfe stolz auf seine Heimat Westfalen und auf dessen Geschichte ist und die Leute, die „Patriotismus mit politischen Ideologien (…) verwechseln“ für ihn nur noch dumm seien. Laut einem Gespräch mit dem Heathen Harvest-Netzmagazin, gehe es ausdrücklich nicht darum, die Überlegenheit einer bestimmten Kultur oder „Rasse“ zu proklamieren, sondern auf kulturelle Individualität, die als erhaltenswert empfunden wird, zu verweisen.

## Diskografie
Studioalben
- 2005: Westfälischer Schlachtenlärm (CD/2xLP/MC; Blutvergiessen Productions)
- 2006: Der Untergang der alten Welt (CD/MC; Christhunt Productions)
- 2008: Ut de graute olle Tied – Deel I (CD; Christhunt Productions)
- 2008: Heimdalls Wacht (MC; Heidens Hart)
- 2010: Nichtorte – Oder die Geistreise des Runenschamanen (CD; Det Germanske Folket)
- 2012: Ekte Westfäölske Svatte Metal (CD/2xLP; Heidens Hart)
- 2015: Ut de graute olle Tied – Deel Twee (Land der Nebel) (CD/2xLP; Black Skull Records)
- 2016: Geisterseher (CD/2xLP; Trollzorn Records)
- 2023: Mystagogie – Lieder voll Ewigkeit (CD/LP, Trollzorn Records)

EPs
- 2024: Ursprung (CD, Heidens Hart)

Kompilationen
- 2013: Promo 2013 (CDR; Heidens Hart)
- 2014: Verschüttet – Unvergessen (MC; Heidens Hart)

Splits
- 2009: Niewelkraien mit Heervader und Winterlieke (CD; Heidens Hart)
- 2014: :ZeitGeist: mit Trollzorn (MC; Heidens Hart)
- 2023: Ancestors Blood / Heimdalls Wacht mit Ancestors Blood (CD/12″-Vinyl; Heidens Hart)